# 1883

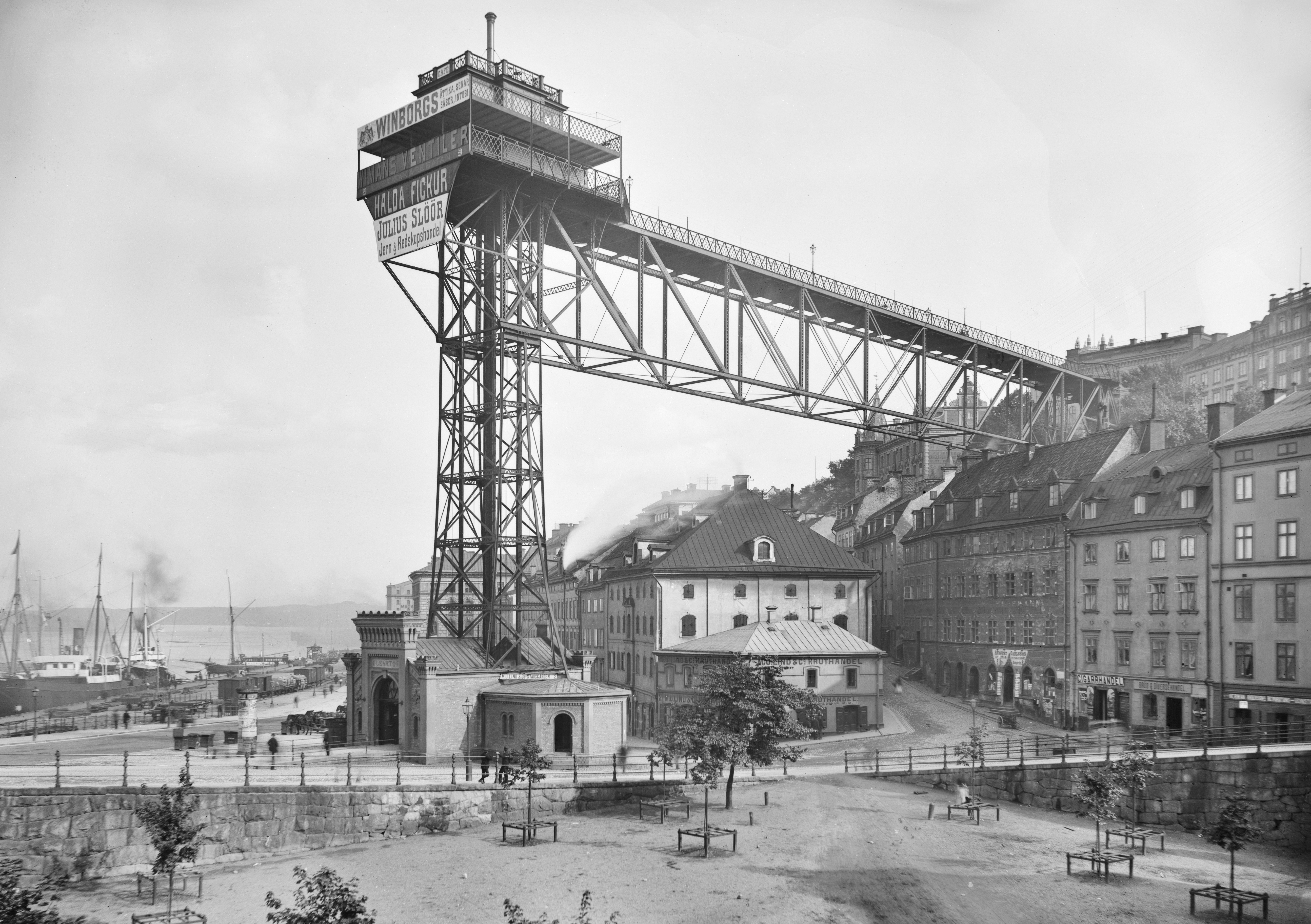
Katarinahissen.

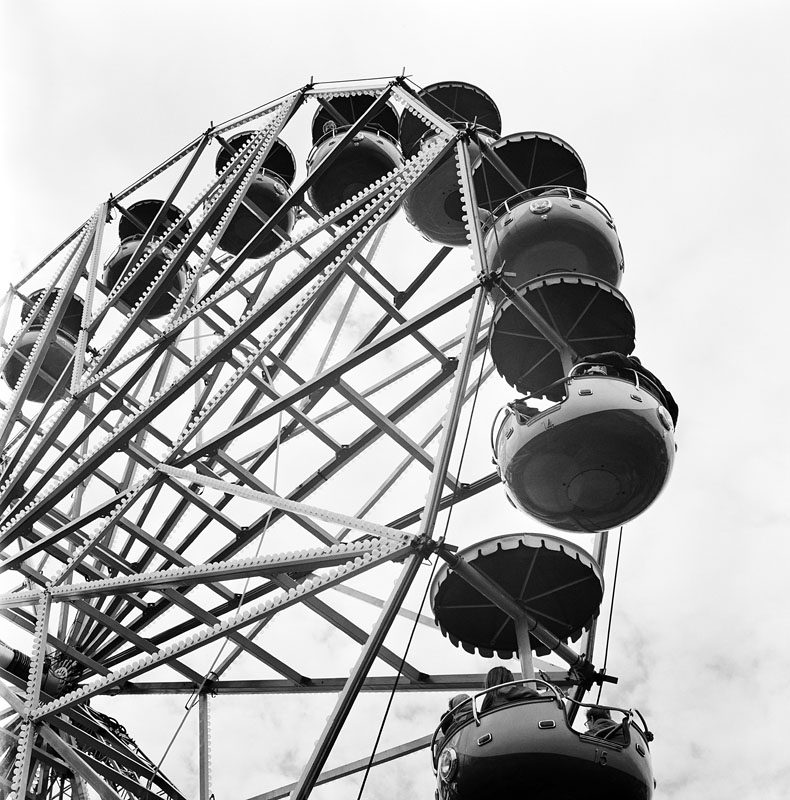
Gröna Lund.

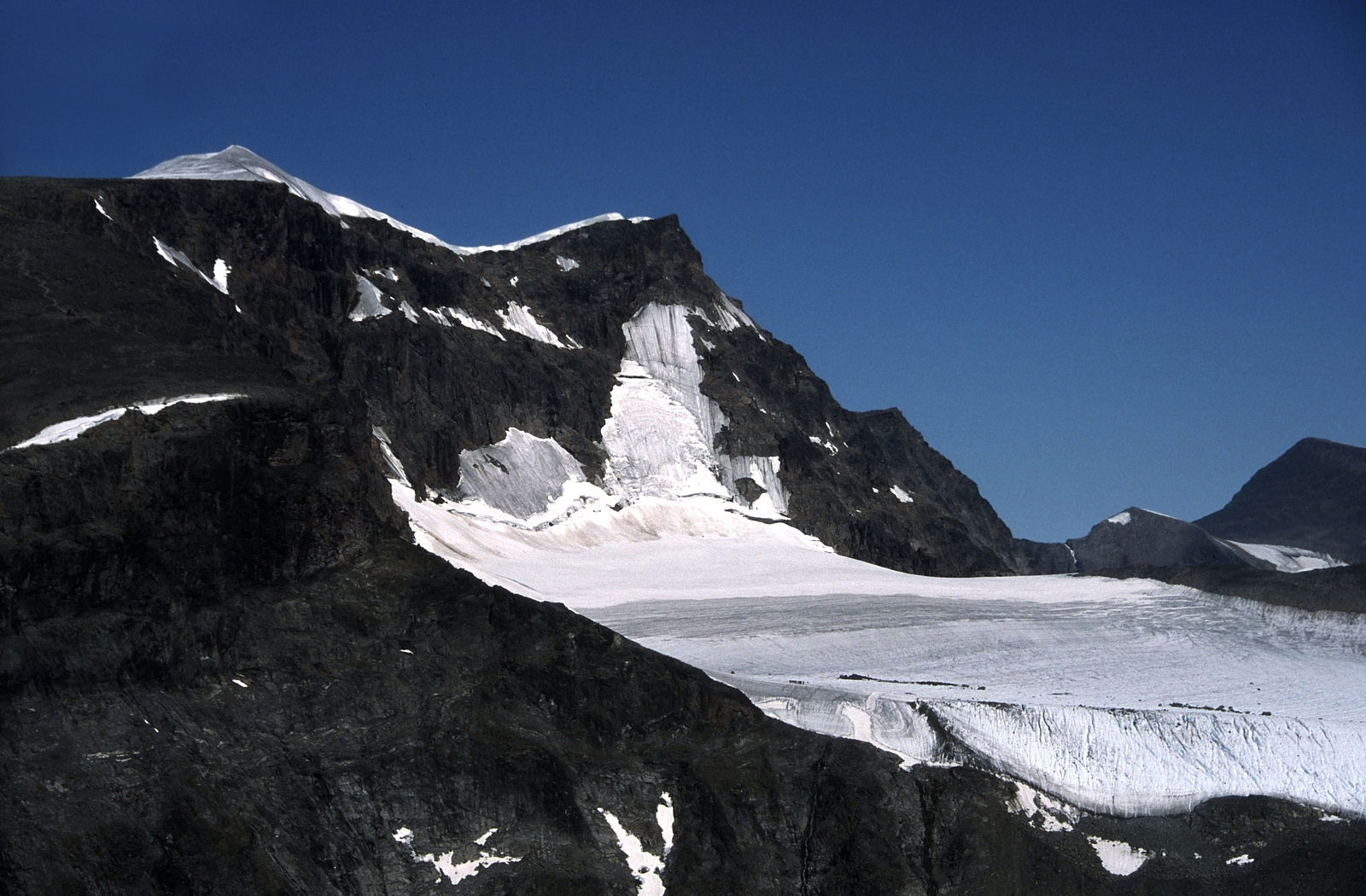
Kebnekaise bestigs.

1883 (MDCCCLXXXIII) var ett normalår som började en måndag i den gregorianska kalendern och ett normalår som började en lördag i den julianska kalendern.

## Händelser

### Januari
- 17 januari – Elektriska Aktiebolaget i Stockholm (sedermera ASEA) grundas.

### Mars
- 19 mars – Den ångdrivna Katarinahissen vid Slussen i Stockholm invigs.

### April
- 2 april – Svenska freds- och skiljedomsföreningen bildas av i huvudsakligen liberala riksdagsmän. Pådrivande är Klas Pontus Arnoldson.[1]

### Maj
- Maj–augusti – Vulkanen Krakatau har flera våldsamma utbrott.
- 24 maj – Brooklynbron invigs.

### Juni
- 13 juni – Arvid Posse avgår som svensk statsminister och efterträds av Carl Johan Thyselius, landets förste ofrälse på posten.[2]

### Juli
- 11 juli – Örebroutställningen 1883 i Sverige invigs av kung Oscar II.

### Augusti
- 3 augusti – Nöjesparken Gröna Lund öppnar i Stockholm, Sverige.
- 22 augusti – Fransmannen Charles Rabot blir den förste att bestiga Kebnekaise (Sydtopp[3]), Sveriges högsta berg.

### December
- 5 december – Ångfregatten HMS Vanadis avseglar från Karlskrona på en världsomsegling (1883-1885) för att insamla uppgifter om etnografi, hydrologi och jordmagnetism.
- 30 december – Sveriges första röda fackföreningsfana antas för Stockholms Träarbetarförening. Tidigare hade fackföreningens färger varit grönt, vitt och blått.

### Okänt datum
- I Skottland i Storbritannien utökas skolplikten till att upphöra vid 14 års ålder.
- Stockholms Allmänna Telefonaktiebolag startas av Henrik Tore Cedergren, för att konkurrerar med Stockholms Bell Telefonaktiebolag. Cedergren anlitar LM Ericsson för leverans av telefoner, vilket bidrar till LM Ericssons expansion. Samma år lyckas Telegrafverket förmå regeringen att förbjuda telefonledningar att byggas på statens mark eller längs landsvägar utan regeringens tillstånd. Anledningen är, att man vill stoppa telefonens utbyggnad i landet, eftersom man anser, att den kommer att konkurrera ut telegrafen.
- Den svenske riksdagsledamoten Oskar Eklund importerar nykterhetsrörelsen Blå bandet från Storbritannien och börjar ge ut en tidning med detta namn.
- Gustaf de Laval uppfinner den första användbara ångturbinen.
- Ellen Fries blir Sveriges första kvinnliga filosofie doktor.
- De första vattenklosetterna i Sverige installeras.
- Brännvinskungen L.O. Smith utverkar ett svensk-spanskt handelsavtal om att han skall få monopol på den spanska spritmarknaden, i strid mot andra utländska intressenter.
- Friedrich Fischer i tyska Schweinfurt får patent på en kulslipmaskin som revolutionerar tillverkningen av kullager. Friedrich Fischer grundar lagertillverkaren FAG.
- Det sista exemplaret av zebraarten kvagga dör på Amsterdams zoo, varvid arten alltså dör ut.

## Födda

### Första kvartalet

#### Januari
- 1 januari – Tage Almqvist, svensk operettsångare och skådespelare. (död 1949)
- 5 januari – Döme Sztójay, ungersk fascistisk politiker, premiärminister 15 mars–29 augusti 1944. (död 1946)
- 10 januari – Alfred Saalwächter, tysk sjömilitär, generalamiral 1940. (död 1945)
- 14 januari – Nina Ricci, fransk modedesigner av italiensk härkomst. (död 1970)
- 25 januari – Homer Bone, amerikansk politiker och jurist, senator 1933–1944. (död 1970)
- 31 januari – Oskar von Hindenburg, tysk militär och politiker. (död 1960)

#### Februari
- 23 februari – Karl Jaspers, tysk psykiater och filosof. (död 1969)

#### Mars
- 6 mars – Frans Oscar Öberg, svensk skådespelare. (död 1964)
- 7 mars – Harald Andersin, finländsk arkitekt. (död 1936)
- 13 mars – Enrico Toselli, italiensk kompositör och pianist. (död 1926)
- 27 mars – Georg Fernquist, svensk teaterkamrer och skådespelare. (död 1954)

### Andra kvartalet

#### April
- 5 april – Walter Huston, kanadensisk-amerikansk skådespelare. (död 1950)
- 7 april – Gino Severini, italiensk målare och ledande futurist. (död 1966)
- 12 april – Otto Bartning, tysk arkitekt. (död 1959)
- 16 april – Erik Wettergren, svensk överintendent, manusförfattare och konstförfattare. (död 1961)
- 19 april – Getúlio Vargas, brasiliansk politiker. (död 1954)
- 20 april – John Ericsson, svensk skådespelare och inspicient. (död 1945)
- 21 april – Alfred L. Bulwinkle, amerikansk demokratisk politiker. (död 1950)
- 30 april – Jaroslav Hašek, tjeckisk författare. (död 1923)

#### Maj
- 5 maj – Rudolf Spielmann, österrikisk schackspelare. (död 1942)
- 18 maj – Walter Gropius, tysk arkitekt. (död 1969)
- 28 maj – Vinayak Damodar Savarkar, i Bhagpur, hindunationalismens grundare. (död 1966)

#### Juni
- 5 juni – John Maynard Keynes, brittisk nationalekonom, filosof och sannolikhetsteoretiker. (död 1946)
- 21 juni – Iwar Anderson, svensk kontorist och socialdemokratisk politiker. (död 1961)
- 24 juni – Jean Metzinger, fransk målare tillhörig Parisskolan. (död 1956)
- 28 juni – Pierre Laval, fransk politiker, premiärminister 1942–1944. (död 1945)

### Tredje kvartalet

#### Juli
- 3 juli – Franz Kafka, tyskspråkig judisk författare. (död 1924)
- 13 juli – Erik Rosén, svensk skådespelare och textförfattare. (död 1967)
- 17 juli – Mauritz Stiller, finländsk filmregissör. (död 1928)
- 19 juli – Archibald Douglas, svensk greve och lantmilitär (general och armechef). (död 1960)
- 23 juli – Alan Francis Brooke, brittisk militär. (död 1963)
- 29 juli – Benito Mussolini, italiensk fascistisk diktator 1922–1943. (död 1945)
- 31 juli – Erich Heckel, tysk målare och grafiker, expressionist. (död 1970)

#### Augusti
- 19 augusti – Axel Pehrsson-Bramstorp, svensk politiker, partiledare för Bondeförbundet 1934–1949, Sveriges statsminister från 19 juni till 28 september 1936. (död 1954)
- 22 augusti – Ester Textorius, svensk skådespelare. (död 1972)
- 28 augusti – Vilhelm Lundvik, svensk ämbetsman och politiker. (död 1969)
- 30 augusti – Theo van Doesburg, nederländsk målare, konstskribent och poet. (död 1931)

#### September
- 11 september – George S. Long, amerikansk demokratisk politiker, kongressledamot 1953–1958. (död 1958)
- 19 september – Hjalmar Bergman, svensk författare. (död 1931)
- 21 september – Hall S. Lusk, amerikansk demokratisk politiker och jurist. (död 1983)
- 22 september – Adolf Laurin, svensk journalist. (död 1952)

### Fjärde kvartalet

#### Oktober
- 13 oktober – Frederick Steiwer, amerikansk republikansk politiker, senator 1927–1938. (död 1939)
- 17 oktober – A.S. Neill, brittisk pedagog. (död 1973)
- 20 oktober – Napoleon Hill, amerikansk författare. (död 1970)
- 31 oktober
  - Hilma Barcklind, svensk operasångerska. (död 1970)
  - Anthony Wilding, nyzeeländsk tennisspelare. (död 1915)

#### November
- 4 november – Otto Malmberg, svensk skådespelare. (död 1971)
- 5 november – Filip Liljeholm, svensk språkforskare, lärare och medeltidshistoriker. (död 1959)
- 23 november – José Clemente Orozco, mexikansk konstnär. (död 1949)

#### December
- 3 december – Anton Webern, österrikisk kompositör. (död 1945)
- 17 december – Anders Hellquist, svensk skådespelare, direktör och vissångare. (död 1968)
- 25 december – Maurice Utrillo, fransk Montmartre-målare. (död 1955)

## Avlidna

### Första kvartalet

#### Januari
- 10 januari – Lot M. Morrill, 69, amerikansk republikansk politiker, USA:s finansminister 1876–1877.
- 13 januari – Joseph Kleutgen, 71, tysk katolsk teolog.

#### Februari
- 7 februari – Edmund J. Davis, 55, amerikansk republikansk politiker och militär.
- 8 februari – Sir Salar Jung, indisk politiker.
- 13 februari
  - Silas L. Niblack, 57, amerikansk demokratisk politiker, kongressledamot 1873.
  - William E. Smith, 58, skotsk-amerikansk politiker, guvernör i Wisconsin 1878–1882.
- 14 februari – Edwin D. Morgan, 72, amerikansk republikansk politiker.
- 16 februari – Stephen Hempstead, 70, amerikansk demokratisk politiker, guvernör i Iowa 1850–1854.
- 19 februari – Wilhelm Davidson, 70, svensk konditor och krögare.

#### Mars
- 4 mars – Alexander Stephens, 71, amerikansk politiker.
- 6 mars – Leopold von Meyer, 66, österrikisk pianist.
- 7 mars – John Richard Green, 45, brittisk historiker.
- 9 mars – Arnold Toynbee, 30, brittisk ekonomhistoriker.
- 11 mars
  - August Anderson, 66, svensk lantbrukare och politiker.
  - Aleksandr Gortjakov, 84, rysk politiker.
  - Karl Wieseler, 70, tysk teolog.
- 13 mars – Adelbert von Keller, 70, tysk litteraturforskare.
- 14 mars – Karl Marx, 64, tysk socialistisk teoretiker.
- 19 mars – Victor von Bruns, 70, tysk kirurg.
- 25 mars – Timothy O. Howe, 67, amerikansk politiker och jurist.
- 27 mars
  - John Brown, 56, brittisk betjänt.
  - Philipp Christoph Zeller, 74, tysk entomolog.
- 28 mars – Lorenz Diefenbach, 76, tysk språkforskare och författare.

### Andra kvartalet

#### April

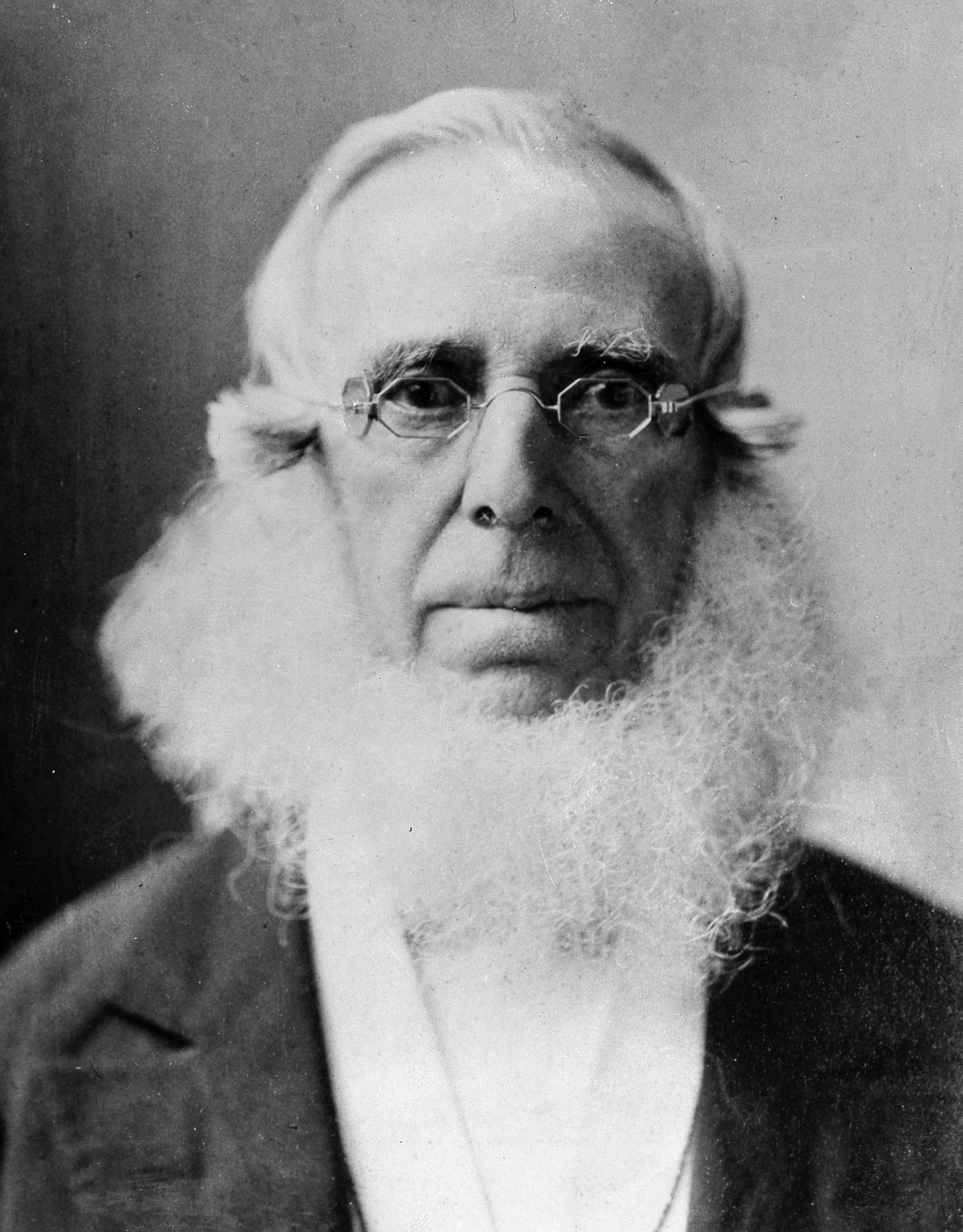
Den amerikanske industrialisten och politikern Peter Cooper avled den 4 april, 92 år gammal.

- Den amerikanske industrialisten och politikern Peter Cooper avled den 4 april, 92 år gammal.4 april – Peter Cooper, 82, amerikansk industrialist och politiker.
- 24 april – Jules Sandeau, 72, fransk författare.
- 30 april – Édouard Manet, 51, fransk målare.

#### Maj
- 22 maj – Richard Wagner, 69, tysk tonsättare, dirigent och författare.

#### Juni
- 6 juni – Joseph Fahrbach, 78, österrikisk kompositör.
- 9 juni – Jakob Felsing, 80, tysk kopparstickare.
- 14 juni
  - Eugene Casserly, 62, amerikansk demokratisk politiker, senator 1869–1873.
  - Charles J. Jenkins, 78, amerikansk politiker, guvernör i Georgia 1865–1868.
- 20 juni
  - Gustave Aimard, 64, fransk författare.
  - John Colenso, 69, brittisk teolog.
- 27 juni – William Spottiswoode, 58, brittisk matematiker och fysiker.

### Tredje kvartalet

#### Juli
- 14 juli – Heinrich von Ferstel, 55, österrikisk friherre (från 1879) och arkitekt.
- 24 juli – Matthew Webb, 35, brittisk kapten, den förste som simmade över Engelska kanalen.

#### Augusti
- 24 augusti – Henrik V, 62, titulärkung av Frankrike 2–9 augusti 1830.
- 26 augusti – Elisha M. Pease, 71, amerikansk politiker, guvernör i Texas 1853–1857 och 1867–1869.

#### September
- 9 september – Victor Puiseux, 63, fransk astronom och matematiker.
- 11 september – Thomas G. Davidson, 78, amerikansk demokratisk politiker, kongressledamot 1855–1861.

### Fjärde kvartalet

#### Oktober
- 15 oktober – Africanus Horton, 48, sierraleonsk författare.

#### November
- 7 november – Theodore Fitz Randolph, 57, amerikansk demokratisk politiker och affärsman.
- 20 november – Augustus C. Dodge, 71, amerikansk demokratisk politiker, senator 1848–1855.
- 23 november – James E. Broome, 74, amerikansk demokratisk politiker, guvernör i Florida 1853–1857.
- 26 november – Sojourner Truth, amerikansk abolitionist och kvinnorättsaktivist.
- 29 november – William L. Greenly, 70, amerikansk demokratisk politiker, guvernör i Michigan 1847–1848.
- 30 november – Sven Nilsson, 96, svensk zoolog, geolog och arkeolog.

#### December
- 8 december – Anders Johan Hornborg, 61, finländsk biskop.
- 9 december – François Lenormant, 46, fransk arkeolog.
- 16 december – Dudley C. Haskell, 41, amerikansk republikansk politiker, kongressledamot 1877–1883.
- 22 december – Ralph P. Lowe, 78, amerikansk republikansk politiker, guvernör i Iowa 1858–1860.
- 25 december – Carl von Noorden, 50, tysk historiker.
- 27 december – Lorenz Gedon, 40, tysk arkitekt och skulptör.

### Fotnoter
1. ↑  ”Invasionshot kvar i försvarets planering”. Arkiverad från originalet den 15 augusti 2011. https://web.archive.org/web/20110815172213/http://www.mynewsdesk.com/se/view/pressrelease/invasionshot-kvar-i-foersvarets-planering-207962. Läst 6 mars 2011.
2. ↑  – World Statesmen
3. ↑   Förstabestigningar i svenska fjäll, Nordisk familjeboks sportlexikon /1. A-Brännboll /Runeberg.org (läst 22 augusti 2024)